# Jens Arentzen
Jens Arentzen (ur. 2 marca 1958 we Frederiksbergu, zm. 22 listopada 2022) – duński aktor i reżyser filmowy.

## Filmografia
- 1999 – Dybt vand
- 1991 – En dag i oktober
- 1987 – Hip Hip Hurra!
- 1985 – August Strindberg ett liv (TV)